# Лэндфилд, Ронни
Ронни Лэндфилд (англ. Ronnie Landfield; род. 9 января 1947, Нью-Йорк, США) — американский художник-абстракционист. В начале карьеры с середины 1960-х до 1970-х годов был приверженцем лирической абстракции (связанной с постминимализмом, живописью цветного поля и абстрактным экспрессионизмом).
Известен абстрактными пейзажными картинами. Провел более семидесяти персональных выставок, участвовал более чем в двух сотнях групповых выставок.

## Начало карьеры
Первая выставка Лэндфилда состоялась в Нью-Йорке в 1962 году. В начале шестидесятых он продолжал изучение живописи, посещая крупные музейные и галерейные выставки в Нью-Йорке, а также уроки живописи и рисования в Лиге студентов-художников Нью-Йорка и Вудстоке, штат Нью-Йорк. В июне 1963 года окончил Старшую школу искусств и дизайна. Некоторое время учился в Художественном институте Канзас-Сити, затем в ноябре 1963 года вернулся в Нью-Йорк. Здесь он совместно с другом арендовал свой первый лофт на Бликер-стрит, возле Бауэри, получив его в субаренду у художника Лиланда Белла. В этот период его работы маслом в направлении абстрактного экспрессионизма тяготеют к живописи жёстких контуров и крупных цветовых форм. В феврале 1964 года Лэндфилд отправился в Лос-Анджелес, в марте он поселился в Беркли, где продолжил создавать работы в направлении живописи жёстких контуров, в основном используя акрил. Некоторое время он посещал Калифорнийский университет в Беркли и Институт искусств Сан-Франциско, однако в июле 1965 года в очередной раз вернулся в Нью-Йорк.

## 1964—1973
С 1964 по 1966 год Лэндфилд экспериментировал в области минимал-арта, скульптуры, геометрической живописи жёстких контуров, реди-мейда и, наконец, начал серию из 15 мистических картин, названных Border Painting. В феврале 1966 года пожар уничтожил студию художника на Бродвее. Он вернулся к живописи в апреле 1966 года, совместно с художником Дэном Кристенсеном арендовав лофт на Грейт-Джонс-стрит. В июле 1966 года серия Border Painting была закончена, и вскоре после этого архитектор Филип Джонсон приобрел у Лэндфилда его работы Tan Painting для постоянной коллекции Мемориальной художественной галереи Шелдона в Линкольне, штат Небраска.
С конца 1966 по 1968 год картины и работы на бумаге Лэндфилда стали выставляться в ведущих галереях и музеях. Художник смог арендовать отдельный лофт в Бауэри в июле 1967 года. Он продолжал экспериментировать с роликами, окрашиванием, жесткими контурами и впервые нарисовал на холсте, свободно лежащем на полу. В 1967—1968 годах он короткое время работал неполный день у Дика Хиггинса в компании Something Else Press.
Лэндфилд был частью большой группы молодых художников, которые приехали на Манхэттен в 1960-е годы. Питер Янг, Дэн Кристенсен, Питер Реджинато, Ева Гессе, Карлос Вилья, Дэвид Прентис, Кеннет Шоуэлл, Дэвид Новрос, Джоан Джонас, Майкл Штайнер, Фрости Майерс, Текс Рэй, Ларри Зокс, Ларри Пунс, Роберт Повлич, Нил Уильямс, Карл Глико, Билли Хоффман, Ли Лозано, Пэт Липски, Джон Грифен, Брайс Марден, Джеймс Монте, Джон Чемберлен, Дональд Джадд, Фрэнк Стелла, Карл Андре, Дэн Грэм, Роберт Смитсон, Роберт Раушенберг, Энди Уорхол, Кеннет Ноланд, Клемент Гринберг Боб Нойвирт, Джозеф Кошут, Марк ди Суверо, Бриджит Берлин, Лоуренс Вайнер, Розмари Касторо, Марджори Страйдер, Доротея Рокберн, Лео Валледор, Питер Форакис и Марисоль — лишь немногие из художников и писателей, с которыми Лэндфилд завёл дружбу и регулярно виделся в клубе Max’s Kansas City, любимом месте художников Нью-Йорка 1960-х годов.
К 1970 году Лэндфилд был признан одним из первых художников, возглавивших «отход от геометрии, жёстких контуров и минимализма к более лирическим, чувственным, романтичным абстракциям в цвете, более мягким и более ярким». Его картины демонстрировались на ежегодных выставках Музея американского искусства Уитни в 1967 и 1969 годах, он участвовал в первой Биеннале Уитни в 1973 году. В конце 1960-х — начале 1970-х Лэндфилд был участником групповых выставок в галерее Park Place, галерее Bianchini, галерее Bykert, художественной галерее Sheldon Memorial, Музее американского искусства Уитни, Нью-Йоркском музее современного искусства, Балтиморском художественном музее, Музее-студии в Гарлеме и Центре визуальных искусств имени Айрис и Джеральда Канторов (бывший Музей искусств Стэнфордского университета). В 1967—1968 годах в две репродукции рисунков художника были опубликованы в журнале S.M.S. III. Также он был представлен в портфолио New York 10 1969 года.
В октябре 1969 года Лэндфилд провел свою первую персональную выставку в галерее Дэвида Уитни в Нью-Йорке. На ней были представлены работы, частично вдохновленные китайской пейзажной живописью. Картина Any Day Now (1969) была приобретена Музеем американского искусства Уитни . Картина Diamond Lake (1969) была приобретена у Филиппа Джонсона Нью-Йоркским музеем современного искусства в 1972 году и размещена в холле на несколько месяцев. Картина Elijah (1969) выставлялась в Пекине в начале 1990-х, а недавно побывала в Гаване.
В течение 1970 года Лэндфилд участвовал в групповой выставке в галерее Дэвида Уитни, провёл несколько персональных выставок: в Кливленде, Сент-Луисе и Корона-дель-Мар (Калифорния). В 1971 году он провел вторую персональную выставку в галерее Дэвида Уитни в Нью-Йорке. На этой выставке его картина Chinese Winter была приобретена Художественным музеем Род-Айлендской школы дизайна, а картину Storm Thread купил Художественный музей колледжа Смита. В апреле 1972 года Лэндфилд заключил договор с галереей Андре Эммериха в1972 года, через месяц после закрытия галереи Дэвида Уитни в марте 1972 года.

## 1973—1993

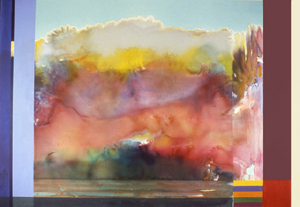
Ронни Лэндфилд. Rite of Spring (1985). Экспонируется в Музей Бруннье, Эймс, штат Айова, 1988.

Лэндфилд путешествовал по юго-западу в 1973 году, а затем в 1975 году. Вместе со своей женой и друзьями-художниками Питером Янгом и Кармен Мегит он жил в горах возле Национального парка Зайон на юге Юты, где рисовал десятки картин на холсте и известняке. С 1975 по 1989 год он преподавал изобразительное искусство в Школе изобразительных искусств на Манхэттене. В течение десяти лет, с 1975 по 1984 год, четыре картины Лэндфилда из коллекции Филиппа Джонсона были размещены в ресторане Four Seasons в Сигрем-билдинг на Парк-авеню на так называемой «стене Марка Ротко».
Проведя начало лета 1980 года на карибском острове Сент-Бартс, Лэндфилд создал серию рисунков тушью и акрилом на бумаге. В течение 1980-х и 1990-х годов он часто проводил лето в различных городах на западе гор Катскилл, рисуя абстракции и абстрактные пейзажи маслом и акрилом. В 1980-х и начале 1990-х он показывал свои картины в галерее Чарльза Коулза и Стивена Халлера в Нью-Йорке. В этот период Лэндфилд активно участвовал в выставках. Он провёл персональные и групповые выставки, кроме прочих, в Атланте, Балтиморе, Чикаго, Хьюстоне, Лос-Анджелесе, Майами, Новом Орлеане, Париже, Сан-Франциско, Сиэтле, Вашингтоне и Цюрихе
С начала 1970-х и до начала 1990-х многие известные картины Лэндфилда оказались в значимых публичные коллекциях. В 1970 году его картина St. Augustine была приобретена Музеем Нортона Саймона в Пасадене, в 1971 году Shenandoah (for Eva Hesse) (1970) была приобретена Центром искусств Уокера в Миннеаполисе. В 1972 году картина Rain Dance III была приобретена Музеем и садом скульптур Хиршхорн в Вашингтоне, а в 1983 году картина From Portal to Paradis (1982) была приобретена Метрополитен-музеем. В 1989—1990 годах Лэндфилд вступил переписку с искусствоведом Дэниелом Роббинсом об абстрактной живописи Нью-Йорка и начал активно писать и читать лекции по абстрактной живописи конца 1960-х — середины 1970-х годов.

## Современные работы

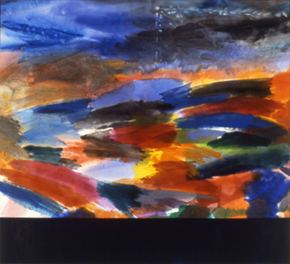
Ронни Лэндфилд. Deluge (1999). (экспонируется в Salander / O’Reilly Galleries, Нью-Йорк, 2000).

В 1994 году Лэндфилд председательствовал на двух панельных обсуждениях в Нью-Йоркской школе-студии и Институте Тенри на Манхэттене под названием Cool and Collected or Too Hot to Handle. В 1995 году он курировал выставку «Семь художников» в Nicholas/Alexander Gallery в Сохо, на выставке были представлены семь крупных художников-абстракционистов, чья карьера началась в середине-конце 1960-х годов и сьи картины не выставлялись в течение многих лет. В 1996 году Лэндфилд провел персональную выставку в Саппоро (Япония), где прочитал лекцию об американском искусстве. В 1997 году он помог коллеге Рональду Дэвису создать образовательный веб-сайт, посвященный абстрактному искусству 1960-х годов. С 1997 по 2007 год Лэндфилд сотрудничал с нью-йоркской галереей Salander/O’Reilly. В октябре 2005 года художник провел персональную выставку картин параллельно персональной выставке скульптуры Питера Реджинато в галерее Хайди Чо в Челси.
В 2007 году состоялась ретроспективная выставка «Ронни Лэндфилд: картины пяти десятилетий» в Институте американского искусства Батлера. В том же году состоялась выставка новых картин под названием Toward Monochrome в галерее Хайди Чо на Манхэттене. Лэндфилд выставлял свои работы на авторитетных площадках на протяжении почти пяти десятилетий. В настоящее время он живет и работает в Трайбека и преподает в Лиге студентов искусств Нью-Йорка. С 2007 по 2016 год его работы выставлялись в галерее Стивена Халлера в Нью-Йорке и галереях LewAllen в Санта-Фе. В настоящее время он сотрудничает с галереями Финдли в Нью-Йорке и Флориде. Двое сыновей Лэндфилда: актёр, писатель и режиссёр Мэтью Харт Лэндфилд и художник и музыкант Ной Лэндфилд — живут в Нью-Йорке.
В последнее время Лэндфилд сотрудничает с галереей Финдли. Он принял участие в нескольких групповых и одной персональных выставке. В январе 2018 года художник провёл беседу с Майклом Рипсом, директором Лиги студентов-художников Нью-Йорка, о своей жизни и своем искусстве в галерее Финдли.

## Коллекции
- Метрополитен-музей[12]
- Нью-Йоркский музей современного искусства[19]
- Музей американского искусства Уитни[20]
- Бруклинский музей[21]
- Национальная галерея искусства[22]
- Музей и сад скульптур Хиршхорн[11]
- Музей Нортона Саймона[9]
- Чикагский институт искусств[23]
- Центр искусств Уокера[10]
- Художественный музей Сиэтла[24]
- Музей искусств Нельсона-Аткинса[25]
- Высокий художественный музей[26]
- Институт искусств Мансона-Уильямса-Проктора
- Демойнский центр искусств[27]
- Чикагский музей современного искусства
- Мемориальная художественная галерея Шелдона[28]
- Институт американского искусства Батлера
- Нью-йоркский университет
- Хантерский колледж
- Художественная галерея Онтарио
- Мемориальный художественный музей Аллена
- Делавэрский художественный музей
- Музей искусств Герберта Джонсона
- Центр визуальных искусств Айрис и Джеральда Канторов при Стэнфордском университете[29]
- Музей искусств Бока-Ратон
- Совет управляющих ФРС
- Художественная галерея Йельского университета
- Баварские государственные собрания картин, Мюнхен (Германия)[30]
- CASA CAVAZZINI Музей современного искусства, Удине (Италия)
- Музей искусств Миссисипи
- Музей искусств Бойсе
- Художественный музей Фроста
- Музей искусств округа Лос-Анджелес,[31]
- Музей искусств колледжа Смита[32]
- Музей современного искусства Сан-Франциско
- Новоорлеанский художественный музей[33]
- Художественный музей Мичиганского университета
- Silverstein Properties, Нью-Йорк
- Музей Университета Южного Иллинойса
- Индианаполисский художественный музей[34]
- Музей изобразительных искусств Сидар-Рапидс
- Портлендский художественный музей (Мэн)[35]
- Портлендский художественный музей (Орегон)[36]
- Филадельфийский художественный музей
- Художественный музей Фредерика Вейсмана
- Музей искусств Брукс
- Художественный музей Университета Нью-Мексико
- Музей искусств округа Гринвилл
- Музей Спенсер
- Художественный музей Кемпера
- Художественный музей Род-Айлендской школы дизайна[37]
- Художественный музей Южного Техаса (Корпус-Кристи)
- Музей искусства Ринглинг[38]
- Музей Роберта Халла Флеминга
- Акронский художественный музей[39]
- Музей пустыни Палм-Спрингс
- Музей искусств колледжа Боудойн
- Детройтский институт искусств[40]

## Награды
- 1965 — Золотая медаль в живописи Института искусств Сан-Франциско
- 1969 — Грант Уильяма и Номы Копли (Фонд Кассандры)
- 1983 — Грант Национального фонда искусств
- 1995 — Грант Фонда Поллока-Краснера
- 2001, 2013 (чрезвычайный) — Грант Фонда Поллока-Краснера
- 2001, 2002, 2003, 2007, 2012 — Artist Fellowship Grant
- 2012 — Чрезвычайный грант Фонда Адольфа и Эстер Готлиб
- 2012 — Грант Фонда Джоан Митчелл
- 2012 — Чрезвычайный грант Нью-Йоркского фонда искусств